# 努埃塞斯縣 (德克薩斯州)
努埃塞斯縣（英語：Nueces County）是美国德克萨斯州位於墨西哥灣岸的一個縣，面積3,021平方公里。根據2020年美國人口普查，共有人口35萬3,178人。縣治科珀斯克里斯蒂（Corpus Christi）。該縣成立於1846年4月18日，縣政府成立於同年7月12日；縣名來自努埃塞斯河。